# Mormons Bogs oprindelse
Der er flere teorier om Mormons Bogs egentlige oprindelse. De fleste mormoner, uafhængigt af hvilken retning der er tale om, ser bogen som en guddommeligt inspireret tekst. Den mest almindelige teori om Mormons Bog er, at Joseph Smith oversatte bogen til engelsk fra et sæt guldplader, med tekst skrevet af profeter fra oldtidens Israel og Amerika, og at Smith havde fundet guldpladerne i nærheden af sit hjem i Palmyra, New York i 1820’erne efter en engel havde fortalt ham hvor de lå begravet. Udover Joseph Smith selv er der 11 vidner, som har fortalt, at de så guldpladerne (hvoraf 3 af dem også påstod at være blevet besøgt af engle) i 1829. Der er også mange andre vidner, nogle venlige over for Smith og andre fjendtlige, som så ham diktere teksten, som senere skulle blive til Mormons Bog.
På trods af dette har kritikere udforsket en del dilemmaer, (1) hvorvidt Joseph Smith faktisk havde guldpladerne, eller om han selv fandt på Mormons Bog, evt. ved guddommelig inspiration, (2) om hvorvidt det var Smith selv, der forfattede bogens tekst, eller om en af hans bekendte såsom Oliver Cowdery eller Sidney Rigdon kunne have sammensat teksten, og (3) om hvorvidt bogen var baseret på et tidligere værk såsom View of the Hebrews, Spalding Manuscript, Biblen, Marco Polos rejser o.a.

## Opsummering af teorierne
Der er flere syn på Mormons Bogs oprindelse.
1. Joseph Smiths egen forklaring, at han oversatte en antik optegnelse, udarbejdet og forkortet af Mormon, en præcolumbiansk profet på den vestlige halvkugle, som nedskrev sit folks åndelige historie, og læren fra deres forfædre, hebræerne.
2. Joseph Smith som den eneste forfatter, uden nogen udefrakommende hjælp. Ifølge disse teorier var Smith lærd og intelligent nok til at kunne producere værket selv, selvom hans daværende uddannelse knap nok oversteg 3. klasses niveau. En tankegang foreslået af flere forfattere er, at Mormons Bog er en primær kilde, som afspejler begivenheder i Smiths eget liv.[3]
3. Joseph Smith som en plagiator af daværende forfattere. Der er 2 teorier med dette udgangspunkt for Mormons Bogs oprindelse: Bogen View of the Hebrews,[4] og Spalding-Rigdon-teorien.[5]
4. En af Smiths bekendte forfattede bogen, men tillod Smith at tage æren.
5. Værket er guddommeligt inspireret på trods af dets historicitet (i.e. "inspireret fiktion").[6]
6. Værket er ikke en guddommeligt inspireret fortælling. Dette syn deles af alle kristne kirker, som ikke tilhører en form for mormonismen.
7. Bogen blev skrevet af Joseph Smith gennem en proces kendt som "automatic writing."[7]

## Joseph Smith egen forklaring på Mormons Bogs oprindelse
Ifølge beretningerne fra Joseph Smith og hans bekendte, blev den oprindelige optegnelse indgraveret på tynde smidige metalplader, der lignede guld og som var sammenbundne med tre ringe i den ene side. Pladerne var med stor dygtighed indgraveret på begge sider. Ifølge bogens egen tekst, forkortede profeten og historikeren Mormon beretningerne om de lokale civilisationer fra de foregående 1000 år. Mormon afleverede så beretningen til sin søn, Moroni, som tilføjede nogle få af sine egne ord og så skjulte pladerne omkring 400 e.v.t. Ved slutningen af Moronis tjenestegerning (omkring 421 e.v.t), placerede han disse plader samt flere andre ting i en stenkasse i en høj (nu kaldet Cumorahøjen) nær Palmyra, New York.
D. 21. september 1823 kom den selvsamme Moroni, som et genopstandet væsen, og viste sig for Joseph Smith for at instruere ham omkring denne antikke beretning og formålet med at oversætte den til engelsk. Smith blev vist, hvor pladerne og de andre ting var, men han måtte ikke tage dem med det samme. Efter 4 år hvor han mødte englen og blev instrueret, fik han endelig lov til at tage pladerne. Gennem guds kraft og Urim og Tummim, som var nogle antikke seersten, som var gemt med pladerne, kunne han oversætte tegnene (som iflg. Mormons Bog var en form for reformeret ægyptisk med hebræisk indflydelse) til engelsk.
Joseph Smith blev befalet at vise pladerne til flere andre personer men ikke andre end dem. I hvert eksemplar af Mormons Bog er der 2 korte beretninger fra disse personer kaldet ”De tre vidners vidnesbyrd” og ”De otte vidners vidnesbyrd”.
Dertil fortalte Joseph Smith, hvilket de fleste mormoner tror på, at fremkomsten af Mormons Bog blev forudsagt i biblen. Disse tolkninger forkastes dog af tilhængere af andre trossamfund.
Guldpladerne blev ofte omtalt som "guldbiblen," især af ikke-mormoner, samt af nogle mormoner i mormonismens begyndelse. Betegnelsen "guldbiblen" fandtes før Mormons Bog, da der var myter om en sådan bogs eksistens i Canada og det nordlige New York, mens Joseph Smith voksede op i Vermont.

## Anklager om at Mormons Bog skulle være et plagiat
Kritikere påstår, at Joseph Smith selv skabte Mormons Bog, og at den ikke var guddommeligt inspireret. Kritikere citerer specifikt 4 bøger, som Joseph Smith kunne have brugt til at finde vers til dannelsen af Mormons Bog:
- View of the Hebrews af Ethan Smith (først publiceret i 1823, 7 år før Mormons Bog)
- The Wonders of Nature af Josiah Priest (publiceret i 1826, 5 år før Mormons Bog)
- Biblen
- De apokryfe skrifter

### Plagiat afView of the Hebrews
Kritikere påstår, at Smith baserede adskillige emner i Mormons Bog på emner, han fandt i View of the Hebrews, publiceret i 1823, med en udvidet udgave i 1825, af Ethan Smith. Eksempler på vers som kritikere påstår er plagieret inkluderer:
| View of the Hebrews af Ethan Smith (1825 udgaven) | Mormons Bog (1830) |
| "[T]hose far distant savages have (as have all other tribes) their Great Spirit, who made everything" (p. 103)                                                                                    | "Believest thou that this Great Spirit which is God, created all things ... And he saith, Yea, I believe that he created all things" (Alma 18:28-29) |
| "[T]he places ... are noted; among which are 'the isles of the sea'". (p. 232-233) | "[W]e have been led to a better land, ... [W]e are upon an isle of the sea" (2. Nefi 10:20)                                                          |
| " 'I will hiss for them' God is represented as hissing for a people. ... [To] behold the banner of salvation now erected for his ancient people.... This standard of salvation." (p. 235,241-242) | "[M]y words shall hiss forth unto the ends of the earth, for a standard unto my people, which are of the House of Israel." (2. Nefi 29:2)            |

### Plagiat afThe Wonders of Nature
Kritikere påstår, at Smith baserede adskillige dele og temaer i Mormons Bog, på det han fandt i The Wonders of Nature, publiseret i 1825 af Josiah Priest. Eksempler på vers som kritikere påstår er plagieret inkluderer:
| The Wonders of Nature af Josiah Priest (1825) | Mormons Bog (1830) |
| "a narrow neck of land is interposed betwixt two vast oceans" (p. 598) | "the narrow neck of land, by the place where the sea divides the land" (Eter 10:20) |
| "From whence no traveller returns" (p. 469) | "from whence no traveller can return" (2. Nefi 1:14) |
| "Darkness which may be felt.... vapours ... so thick as to prevent the rays of the sun from penetrating an extraordinary thick mist. ... no artificial light could be procured ... vapours would prevent lamps, etc. from burning. ... [T]he darkness lasted for three days." (p. 524) | "[They] could feel the vapour of darkness, and there could be no light ... neither candles, neither torches, ... neither the sun ... for so great were the mists of darkness ... [I]t did last for the space of three days." (3. Nefi 8:20-23) |

### Plagiat af de apokryfe skrifter
Kritikere påstår, at Smith baserede adskillige passager i Mormons Bog på materiale, som han fandt i de apokryfe skrifter, hvilket inkluderer det vigtige navn ”Nefi”. Eksempler på vers som kritikere påstår er plagieret inkluderer:
| Apokryfe skrifter | Mormon Bog (1830) |
| "We will assay to abridge in one volume.... labouring to follow the rules of an abridgment.... But to use brevity ... is to be granted to him that will make an abridgement." (2. Makkabæerbog 2:25-31)                | "I make an abridgement of the record ... after I have abridged the record.... I had made an abridgement from the plates of Nephi.... I write a small abridgement." (1 Nefi 1:17, Mormons ord 3, 5:9) |
| "They commanded that this writing should be put in tables of brass, and that they should be set ... in a conspicuous place; Also that the copies thereof should be laid up in the treasury" (1. Makkabæerbog 14:48-49) | "And I commanded him ... that he should go with me into the treasury ... I also spake unto him that I should carry the engravings, which were upon the plates of brass" (1. Nefi 4:20,24)            |
| "Then the king, in closing the place, made it holy ... many men call it Nephi". (2. Makkabæerbog 1:34,36) | "And my people would that we should call the name of the place Nephi; wherefore we did call it Nephi". (2. Nefi 5:8)                                                                                 |
| "And it came to pass ... I dreamed a dream by night" (2. Nehemias' Bog 15:1) | "And it came to pass ... Behold, I have dreamed a dream" (1 Nefi 8:2) |

### Plagiat af King James Bibel
Kritikere påstår, at Smith kopierede adskillige vers i Mormons Bog fra King James Bibel. Eksempler på vers som kritikere påstår er plagierede inkluderer:
| King James Bibel | Mormon Bog (1830) |
| "For, behold, the day cometh, that shall burn as an oven; and all the proud, yea, and all that do wickedly, shall be stubble: and the day that cometh shall burn them up" (Malakias 4:1) | "For behold, saith the prophet, ... the day soon cometh that all the proud and they who do wickedly shall be as stubble; and the day cometh that they must be burned" (1. Nefi 22:15) |
| "[T]he axe is laid unto the root of the trees; therefore every tree which bringeth not forth good fruit is hewn down, and cast into the fire" (Mattæus 3:10)                             | "[T]he ax is laid at the root of the tree; therefore every tree that bringeth not forth good fruit shall be hewn down and cast into the fire" (Alma 5:52)                             |
| "[B]e steadfast and immovable, always abounding in good works" (1. Korintherbrev 15:58)                                                                                                  | "[B]e ye steadfast, unmoveable, always abounding in the work of the Lord" (Mosija 5:15)                                                                                               |

## Smith som plagiater af samtidige:View of the Hebrewsteorien
Nogle mener, at Joseph Smith skrev Mormons Bog, men plagierede stærkt fra utallige kilder. En af de påståede kilder er Ethan Smith (præst i en kirke i Poultney, Vermont, uden nogen forbindelse til Joseph Smith) kaldet View of the Hebrews publiceret i 1825, 5 år før udgivelsen af Mormons Bog.
I begyndelsen af det 20. århundrede forfattede generalautoriteten i mormonkirken B.H. Roberts et manuskript kaldet Studies of the Book of Mormon, i hvilket han kritisk undersøgte påstandene og oprindelserne af Mormons Bog. I hans manuskript, sammenlignede Roberts indholdet af Mormons Bog med View of the Hebrews. Roberts' konklusion var, at View of the Hebrews indeholdt nok paralleller til, at kritikere kunne påstå, at denne bog kunne have givet det strukturelle grundlag for historien i Mormons Bog. Manuskriptet var privat og kun delt med datidens kirkeledere. Officielt fortsatte Roberts med at støtte Mormons Bog.
David Persuitte, præsenterede i sin bog, Joseph Smith and the Origins of The Book of Mormon, et enormt antal paralleller mellem dele af View of the Hebrews og Mormons Bog, men bemærker ingen tegn på direkte kopiering. Dog indeholder parallellerne mellem de to bøger en bred vifte af emner, fx religiøse ideer såsom amerikanernes ansvar for at overbevise indianerne om deres israelitiske oprindelse og at omvende dem til kristendommen. Ydermere citerer Persuitte, Ethan Smiths teori fra View of the Hebrews om hvad der skete med de antikke israelitter, efter de ankom til Amerika. Teorien er også essentielt en opremsning af den grundlæggende historie i Mormons Bog, inkluderende ideen om, at de antikke israelitter, som udvandrede til Amerika, delte sig i to grupper, hvoraf den ene var civiliseret og den anden barbarisk, som efterfølgende udslettede den civiliserede gruppe. Persuitte citerer ligeledes, fra de to bøger, lignende forklaringer på bygningsværker byggede af den civiliserede gruppe og om krige, der blev udkæmpet mellem de to grupper samt utallige andre ligheder. Ifølge Persuitte er ideerne, der kan findes i View of the Hebrews nok til at have "inspireret" Joseph Smith til at have skrevet Mormons Bog, hvis han havde læst den. Joseph Smith selv nævnte Ethan Smith og citerede passager fra View of the Hebrews i en artikel udgivet i Times and Seasons juni 1842.
Oliver Cowdery og Joseph Smith var fjernt beslægtede gennem deres mødre. Cowdery var uddannet og udlært som typograf/printassistent i 1800’erne og arbejdede ved Poultney Gazette i sommeren 1823 (avisen blev kendt som Northern Spectator i december 1823). Året hvor Ethan Smith udgav den første udgave af View of the Hebrews var Cowderys familie, herunder hans far William og stedmor Keziah, angivet som værende medlemmer af Ethan Smiths menighed i Poultney, da Ethan Smith ankom og genoptog sit lederskab november 1821. Selv før hans bogs udgivelse, talte Ethan Smith for sit syn mht. de indfødte amerikaneres oprindelse i prædikener til sin menighed. I 1825, udgav Ethan Smith en meget udvidet anden udgave af View of the Hebrews, samme år Cowdery forlod Poultney for at flytte til staten New York.

## Smith som plagiater af samtidige: Spaulding-Rigdon teorien
I 1834, introducerede E. D. Howe i sin bog Mormonism Unvailed (sic) en teori, som påstod, at Smith plagierede materiale fra et manuskript til en upubliceret roman af Solomon Spaulding. Howe havde manuskriptet, da han udgav bogen. Spauldings historie, kaldet Manuscript Found, handler om en gruppe søfarende romere, som sejler til den nye verden omkring år 0. Kritikere har længe mistænkt, at Joseph Smith havde adgang til det originale manuskript, som forsvandt kort tid efter Mormonism Unvailed blev udgivet, og at han plagierede meget fra det, da han skrev Mormons Bog. Det eneste kendte manuskript blev fundet i 1884 og findes nu i Oberlin College i Ohio. Engang var det muligt at studere manuskriptet. De fleste kritikere har underkendt denne teori, fordi de ”omfattende paralleller” som man før troede fandtes, kun omfattede nogle få detaljer: Interkontinental søfart, eksistensen og brugen af en seersten og fundet af optegnelser under en sten (optegnelserne som er omtalt i Spaulding manuskriptet skulle være på latin, mens guldpladerne skulle være skrevet med reformeret ægyptisk ifølge Joseph Smith). De fleste andre påståede ligheder bevidnet af forskellige vidner i attesterede erklæringer, samlet af Doktor Philastus Hurlbut, viste sig at være falske. Forfatteren Fawn Brodie udviste mistanke i relation til disse erklæringer, og påstod at de var for ensformige og enige. Brodie foreslår, at Hurlbut var for åben overfor vidnernes udsagn."
Manuskriptet fra 1884 (Manuscript Story) har resulteret i meget forvirring og for tidlig afvisning af teorien. Det originale manuskript (Manuscript Found), som måske var et udkast til Manuscript Story, er ironisk nok aldrig blevet fundet.

## Ligheder mellem dele af Mormons Bog og King James Version
Mormons Bog påstår, at Nefi citerede profeten Esajas fra "messingpladerne," som blev bragt med dem ud af Jerusalem. Dertil anerkender nutidige udgaver af Mormons Bog dette i fodnoterne og kapiteloverskrifterne og opfordrer læsere til at sammenligne Esajas og 2. Nefi. Dele af Mormons Bog, fx 1. Nefi kapitel 20-21 og 2. Nefi kapitel 7, 8 og 12-24, passer næsten ord for ord til henholdsvis kapitlerne 48-49, 50, 51-52:1-2 og 2-14 afKing James’ oversættelse (1611) af Esajas' Bog. Dertil er 58 citater fra Esajas i Mormons Bog parafraserede udgaver af de vers, som findes i KJV. Også, Mosija kapitel 14 svarer til KJV, Esajas 53, 3. Nefi kapitel 22 svarer til KJV Esajas 54, 3. Nefi kapitel 24-25 svarer til KJV Malakias 3-4, og 3. Nefi kapitel 12-14 svarer til KJV Mattæus 5-7. Der findes i alt 478 vers i Mormons Bog, som på den ene eller anden måde er citeret fra Esajas’ Bog. Af disse vers har en lærd mormon bemærket, at 201 svarer ord for ord til KJV af citatet og at 207 er lidt anderledes.
Størstedelen af nutidens videnskabsmænd har accepteret, at kilderne brugt til Kong James’ oversættelse, ikke længere er de tidligste eller mest pålidelige kilder (se eksempelvis Alexandrian text-type og Dødehavsrullerne). Mormons Bog påstår at være blevet skrevet over 1100 år før Kong James’ version af bibelen, men den indeholder nogle af de samme fejl. Et eksempel er Markusevangeliet 16:15-18, som er citeret næsten ord for ord i Mormon 9:22-24. Passagen vedrører troende, som holder slanger og drikker gift, men denne passage findes ikke i mange tidlige manuskripter af biblen, og derfor mener man, at det blev opdigtet og tilføjet i det andet århundrede. Dertil afspejler Mormons Bog, KJV’s litterære og sproglige stil. KJV var den mest almen benyttede oversættelse af bibelen, da Mormons Bog blev fremstillet.

## Mormonkirkens syn på påstået plagiat
Mormonske apologeter er ikke bekymrede mht. det påståede plagiat; tværtimod, føler de at gentagelserne er endnu flere beviser på, at Mormons Bog er autentisk—at Gud åbenbarer lignende, hvis ikke de samme lærdomme til alle folk, eftersom biblen siger, at Han er “den samme i går, i dag og for evigt” og at gentagelsen opfylder profetien om at “i munden af 2 eller 3 vidner skal hvert ord etableres”.
Mormonkirkens profet Spencer W. Kimball erklærede ydermere, at "Profeter siger de samme ting, fordi vi generelt står over for de samme problemer.""[Fx,]...advarsler må blive gentaget. Bare fordi sandheden gentages, betyder det ikke, at sandheden er mindre vigtig eller sand. Det er faktisk det modsatte, som er sandt."

## En af Joseph Smiths kollegaer som forfatter
Ifølge denne teori skrev en anden end Joseph Smith bogen og tillod, at han tog æren for den. Sidney Rigdon og Oliver Cowdery er blevet nævnt som mulige forfattere eller medforfattere. Både Sidney Rigdon og Oliver Cowdery havde mere formelle uddannelser, og begge kunne de have hjulpet Smith med at forfatte bogen. I dette tilfælde ville Mormons Bog ses som et samarbejde mellem Smith og hans skribenter, især Oliver Cowdery. Både Sidney Rigdon og Oliver Cowdery nægtede at have skrevet bogen, og faktisk var Cowdery en af de Tre Vidner om guldpladernes eksistens. Han blev utilfreds med Joseph Smiths lederskab og med mormonkirken og blev ekskommunikeret i 1838 pga. en række anklager, men på trods af dette forblev han tro mod sin påstand om at have set guldpladerne.
Der er ikke mange beviser, som taler for, at Joseph Smith kendte eller var i dialog med Sidney Rigdon før Mormons Bog blev udgivet, på trods af at mange beretninger fra vidner fortæller, at Rigdon var i den nordlige del af New York i 1825 og 1826; groft set samme tid som Cowdery blev nær ven af Smith. De fleste historier fortæller at Parley P. Pratt, et medlem af Rigdons menighed nær Kirtland, Ohio, blev døbt (ind i mormonkirken) omkring september 1830 i Palmyra. Kort tid derefter, vendte Pratt tilbage til Ohio, hvilket er det tidspunkt, hvor Rigdon antageligvis hørte om Smith og Mormons Bog og blev døbt. Ifølge disse beretninger, mødte Rigdon først Smith i december 1830, 9 måneder efter Mormons Bogs udgivelse. Rigdons søn John, diskuterede i et interview med sin far i 1865, og sagde:

Efter jeg havde sagt det, som jeg har gentaget ovenover, kiggede min far på mig et øjeblik, løftede sin hånd over sit hoved, og sagde så, langsomt med tårer i sine øjne: ”Min søn, jeg kan sværge foran den høje himmel, at det jeg har fortalt dig, angående Mormons Bogs oprindelse, er sandt. Din mor og søster, Mrs. Athalia Robinson, var til stede, da bogen blev givet til mig i Mentor, Ohio, og alt det jeg nogensinde vidste om bogens oprindelse, var hvad Parley P. Pratt, Oliver Cowdery, Joseph Smith og vidnerne, som påstod at have set pladerne, fortalte mig, og i al min tid med Joseph Smith fortalte han mig kun en historie."

Denne beretning står dog i skarp kontrast med Rigdons senere påstand om, at han kendte indholdet af guldpladernes forseglede del, som han kun kunne have haft adgang til i løbet af årene inden Mormons Bogs udgivelse. Mormoner besvarer dette med, at Rigdon nemt kunne have opnået et kendskab til indholdet af den forseglede del ved at have fået det fortalt af Joseph Smith eller gennem en guddommelig oplevelse.